# Wangerooger Inselbahn Nr. 1 bis 5
| Wangerooger Inselbahn Nr. 1 bis 5 DR-Baureihe 99.02 | Wangerooger Inselbahn Nr. 1 bis 5 DR-Baureihe 99.02 | Wangerooger Inselbahn Nr. 1 bis 5 DR-Baureihe 99.02 | Wangerooger Inselbahn Nr. 1 bis 5 DR-Baureihe 99.02 | Wangerooger Inselbahn Nr. 1 bis 5 DR-Baureihe 99.02 |
| --------------------------------------------------- | --------------------------------------------------- | --------------------------------------------------- | --------------------------------------------------- | --------------------------------------------------- |
| Nummerierung:                                       | Nr. 1                                               | Nr. 2 Neckar                                        | Nr. 3 DR 99 021                                     | Nr. 4–5 DR 99 022–023                               |
| Anzahl:                                             | 1                                                   | 1                                                   | 1                                                   | 2                                                   |
| Hersteller:                                         | Märkische Lokomotivfabrik                           | Heilbronn                                           | Freudenstein & Co.                                  | Hanomag                                             |
| Baujahre:                                           | 1895                                                | 1898                                                | 1904                                                | 1910, 1913                                          |
| Ausmusterung:                                       | 1910                                                | 1914 ?                                              | 1945 ?                                              | 1945 ?, 1957                                        |
| Bauart:                                             | B n2t                                               | B n2t                                               | B n2t                                               | B n2t                                               |
| Gattung:                                            | K 22.5                                              | K 22. 4                                             | K 22.5                                              | K 22.6                                              |
| Spurweite:                                          | 1.000 mm                                            | 1.000 mm                                            | 1.000 mm                                            | 1.000 mm                                            |
| Länge über Puffer:                                  | 5.040 mm                                            | 4.970 mm                                            | 4.958 mm                                            | 5.350 mm                                            |
| Höhe:                                               | 2.760 mm                                            | 2.802 mm                                            | 3.007 mm                                            | 3.015 mm                                            |
| Radsatzfahrmasse:                                   | 5,6 t                                               | 3,7 t                                               | 4,7 t                                               | 5,6 t                                               |
| Gesamtradstand:                                     | 1.100 mm                                            | 1.260 mm                                            | 1.300 mm                                            | 1.400 mm                                            |
| Leermasse:                                          | 8,76 t                                              |                                                     | 9,4 t                                               |                                                     |
| Dienstmasse:                                        | 11,2 t                                              | 7,7 t                                               | 11,2 t                                              | 12,2 t                                              |
| Reibungsmasse:                                      | 11,2 t                                              | 7,7 t                                               | 11,2 t                                              | 12,2 t                                              |
| Höchstgeschwindigkeit:                              |                                                     | 40 km/h                                             | 40 km/h                                             | 30 km/h                                             |
| Indizierte Leistung:                                | ca. 30 kW                                           |                                                     |                                                     | 74 kW                                               |
| Treibraddurchmesser:                                | 580 mm                                              | 800 mm                                              | 800 mm                                              | 800 mm                                              |
| Steuerungsart:                                      |                                                     |                                                     | Allan                                               | Heusinger                                           |
| Zylinderanzahl:                                     | 2                                                   | 2                                                   | 2                                                   | 2                                                   |
| Zylinderdurchmesser:                                |                                                     |                                                     | 185 mm                                              | 235 mm                                              |
| Kolbenhub:                                          |                                                     |                                                     | 300 mm                                              | 400 mm                                              |
| Kesseldruck:                                        | 12 bar                                              | 11 bar                                              | 12 bar                                              | 12 bar                                              |
| Anzahl der Heizrohre:                               | 69                                                  | 46                                                  |                                                     | 70                                                  |
| Rostfläche:                                         |                                                     |                                                     | 0,39 m²                                             | 0,45 m²                                             |
| Verdampfungsheizfläche:                             | 18,30 m²                                            | 14,40 m²                                            | 17,60 m²                                            | 21,10 m²                                            |
| Wasser:                                             | 1 m³                                                | 0,7 m³                                              | 1,2 m³                                              | 1,0 m³                                              |
| Brennstoff:                                         | 0,6 t                                               | 0,15 t                                              | 0,35 t Kohle                                        | 0,35 t Kohle                                        |
| Lokbremse:                                          | Handspindelbremse                                   | Handspindelbremse                                   | Wurfhebel- bremse                                   | Handspindel- bremse                                 |

Die Lokomotiven der Nr. 1 bis 5 der Großherzoglich Oldenburgischen Eisenbahn (G.O.E.) waren zweiachsige Dampflokomotiven und für das meterspurige Netz der Wangerooger Inselbahn gebaut. Ursprünglich kannte die G.O.E. keine Gattungsbezeichnungen, die Lokomotiven trugen Nummern und Namen. Der Gattungsbegriff B wurde als Sammelbegriff zur Bezeichnung unterschiedlicher Lokomotiven erst in der Literatur eingeführt.

## Nr. 1
Die erste Lok der Wangerooger Inselbahn wurde 1895 von der G.O.E. gekauft. Es war eine Nassdampflokomotive; der Antrieb erfolgte auf die zweite Achse. 1910 wurde sie ausgemustert.

## Nr. 2
Die zweite Lokomotive wurde 1900 gekauft. Wo sie vorher eingesetzt war, ist nicht genau bekannt, vermutlich aber war sie für die Großherzogliche Baudirektion bereits auf Wangerooge eingesetzt. Sie entsprach dem Typ II der Maschinenbau-Gesellschaft Heilbronn. Vermutlich wurde sie während des Ersten Weltkrieges ausgemustert.

## Nr. 3
1904 wurde eine Lokomotive von Freudenstein & Co. in Berlin beschafft. Die nur 9,4 t schwere Tenderlokomotive konnte 1,2 m³ Wasser und 0,35 Tonnen Kohle mitführen. Der Wasserbehälter lag im Rahmen; die Kohlenbehälter waren rechts und links des Kessels. Die Treibstange wirkte auf die zweite Achse. Die Lok trug die Nummer 3.

## Nr. 4 und 5
1910 wurde bei Hanomag eine mit 12,2 t etwas schwerere und größere Lokomotive bestellt. Aufgrund der guten Erfahrung mit dieser Maschine wurde 1913 ein weiteres Exemplar nachbestellt. Diese Loks bekamen die Nummern 4 und 5.

## Verbleib
Nach Gründung der Reichsbahn wurden die Maschinen 3–5 als Baureihe 99.02 mit den Nummern 99 021–023 übernommen. Die 99 021 (Nr. 3) und die 99 022 (Nr. 4) mussten 1942 zum Kriegseinsatz an die Ostfront abgegeben werden, wo sich ihre Spur verliert.
Die 99 023 (Nr. 5) blieb auf Wangerooge und wurde dort geringfügig umgebaut. Sie erhielt einen vergrößerten Wasserbehälter, hölzerne Fensterklappen und eine elektrisch betriebene Laterne. 1957 wurde sie ausgemustert.